# Prix
Pour les articles homonymes, voir Prix (homonymie).
Le prix, exprimé en un montant de référence (en général monétaire), est la traduction de la compensation qu'un opérateur est disposé à remettre à un autre en contrepartie de la cession d'un bien ou un service. Le prix mesure la valeur vénale d'une transaction et en constitue l'un des éléments essentiels.

## Détermination
Le mécanisme de formation des prix est un des concepts centraux de la microéconomie, spécialement dans le cadre de l'analyse de l'économie de marché, où les prix jouent un rôle primordial dans la recherche et la définition d'un prix dit « d'équilibre » (alors qu'ils jouent un rôle plus mineur dans une économie administrée).
Les niveaux de prix possibles sont en nombre potentiellement infini, selon les acteurs économiques, selon leurs estimations de la valeur de la chose pour eux-mêmes et pour les autres (spéculation). Si une transaction se réalise effectivement, le prix traduit le compromis entre les estimations de l'acheteur et celles du vendeur (reflet de l'offre et la demande).
Le mécanisme de détermination des prix peut être affecté par d'autres facteurs :
- éventuelles imperfections régnant sur le marché (monopole, oligopole, pénurie, marché noir, etc.),
- contraintes légales lorsqu'il en existe (les prix n'étant pas toujours libres : « prix imposés » ou « administrés »),
- considérations techniques, telles que la méthode de mise en marché (commerce national et international, commerce de gros, commerce de détail, enchères, etc.) ou les contraintes que cela implique (délais de transmission des offres, définitions des priorités entre offres…).

## Typologie des prix
Selon l'objet concerné, le périmètre et la méthode de détermination du prix varie. On rencontre ainsi différentes sortes de prix :
- le prix d'achat.
- le prix de vente, qui indique le prix auquel un commerçant déclare être disposé à céder la chose et qui ne doit pas être inférieur au coût de revient (interdiction légale de la vente à perte) ;
- le prix de revient, censé refléter l'ensemble des dépenses liées aux intrants et à la fabrication d'un produit ou d'un service ; Le prix de revient ou coût de revient est égal au coût de production majoré des frais de transport ;
- le prix d'acceptabilité ou prix psychologique, qui définit le prix qu'une grande partie de la clientèle trouve justifié pour l'acquisition d'un bien ou d'un service ;
- le prix de cession, qui indique le prix auquel est facturée une cession entre deux services d'une même entreprise ou entre deux filiales d'un même groupe. En matière de comptabilité des entreprises, les prix de cession concernent les biens immobiliers (qui ont une longue durée de vie à l'instar des constructions ou des terrains non bâtis) par opposition aux prix de vente qui concernent, eux, les produits courants c'est-à-dire ceux qui sont relatifs à l'activité normale de l'entreprise.
- Raymond Barre distingue plusieurs types de prix en fonction du degré de liberté du marché (prix libres, prix administrés), du stade d'élaboration du produit (prix du gros ou de détail) ou encore de la nature des produits vendus (prix des produits agricoles, industriels ou des services)[1]. L'importance du système de prix libres a été mise en avant et débattue en particulier dans les années 1920-1930.

Une vive controverse sur la question du calcul économique oppose les économistes de l'école autrichienne d'économie, Ludwig von Mises puis, ultérieurement Friedrich Hayek, aux tenants du socialisme de marché, Oskar Lange au premier chef. Pour Ludwig von Mises, le système de prix libres est le seul moyen de coordination des actions des millions d'individus qui composent l'économie d'un pays. Friedrich Hayek relaie cette idée et insiste pour sa part sur le rôle des prix comme vecteur de transmission de l'information disponible aux individus.
L'économiste Milton Friedman résume cela en écrivant que le système de prix libres remplit trois fonctions :
1. transmission de l'information sur l'offre et la demande ;
2. incitation pour les producteurs à s'orienter vers les secteurs aux prix élevés et, partant, à permettre un retour à l'équilibre ;
3. répartition des revenus.

Dans une économie planifiée, les prix n'ont pas la même importance. L'appareil productif peut s'en passer : au lieu de chercher à maximiser la valeur ajoutée de sa production comme il le ferait dans une économie de marché, un producteur peut se voir attribuer un quota de matières premières et un objectif de production ; les prix sont fixés par les pouvoirs publics à un niveau considéré comme « souhaitable », mais ils ne sont pas directement connectés aux décisions d'allocations des matières premières ou d'objectif de production, qui sont fixés par ailleurs. Il peut en résulter une pénurie (file d'attente et marché noir) ou un rationnement, si le prix est inférieur à l'utilité pour les consommateurs, ou des excès de production dans le cas contraire.
En outre, certaines situations (par exemple, la guerre) incitent les autorités à recourir au contrôle des prix (ou du moins du prix de certains produits jugés nécessaires), ou à influer sur l'offre (protectionnisme, subvention…) et la demande.
En réalité, la liberté totale des prix est rarement constatée, même dans les économies réputées les plus libérales, notamment à cause de l'impact de la fiscalité, de lois anti-dumping, des subventions, des engagements pris dans le cadre de contrats pluri-annuels, etc.

## Constitution des prix
Sur un marché libre le prix reflète l'équilibre entre l'offre et la demande. Mais les auteurs classiques (Adam Smith, David Ricardo, John Stuart Mill…) et Karl Marx considèrent qu'il est soumis plus aux influences de l'offre (coût exprimé par une certaine quantité de travail) que de la demande. Pour Karl Marx l'équilibre tend à se fixer autour de la valeur du travail incorporé. Ricardo estime également que le "prix réel" correspond à la quantité de travail incorporé mais constate que le "prix courant" est fonction de l'offre et de la demande. Le prix courant aurait tendance à se rapprocher du prix naturel. Selon Adam Smith le prix se dissocie de la "valeur réelle" car il tient compte de la valeur de la monnaie qui, elle, est variable. À partir de la fin du dix-neuvième siècle, les auteurs marginalistes (Léon Walras, Stanley Jevons…) estiment que le prix ou "la valeur d'échange" ne dépend pas de l'offre mais de la demande et donc de l'utilité exprimée par le consommateur. Malgré les influences de la demande sur la détermination du prix du marché admises par les marginalistes, Alfred Marshall considère que, de toute façon, on ne peut pas se passer du concours des deux (i.e l'offre et la demande) pour la fixation du prix. André Orléan estime que la fixation d'un prix peut s'établir par mimétisme et non en fonction du travail incorporé (côté offre) ou de l'utilité (côté demande),. Pour Jacques Perrin, les institutions jouent ou doivent jouer un rôle dans la constitution des prix en prenant en compte l'utilité sociale. Le prix n'est pas donc déterminé par l'unique confrontation de l'offre et de la demande qui sont exprimées par des agents économiques "rationnels". Elles subissent d'autres influences (psychologiques, sociologiques et institutionnelles). Par ailleurs, l'offre et la demande sont exprimées dans le temps. Ce dernier peut avoir une influence capitale dans les décisions des producteurs et des acheteurs. Avant de produire, de vendre ou d'acheter, ils procèdent notamment à des études futures du marché pour exploiter les opportunités avantageuses et éviter les menaces sources de risques majeurs.
Les libéraux, en faisant appel au concept du consommateur-roi de Paul A. Samuelson, considèrent que les consommateurs, par leur pouvoir d'augmenter ou de baisser librement la demande exprimée sur le marché des biens de consommation, déterminent les prix et donnent le signal aux entreprises d'augmenter ou de baisser l'offre conséquente. Par conséquent, toute chose étant égale par ailleurs, les entreprises vont augmenter ou diminuer les demandes portant sur les marchés du travail, des biens de production et des capitaux déterminant ainsi les taux de salaire, d'intérêt et les prix sur le marché des biens de production. Cependant, John K. Galbraith a montré, dans les années 1960, que le fonctionnement réel de l'économie contemporaine ne correspond pas à ce schéma théorique. Les entreprises, en agissant sur le marché des biens de consommation (études des besoins du consommateur, étude de la concurrence, promotion des ventes) conditionnement la demande du consommateur aussi bien sur ce marché que sur ceux des biens de production, du travail et des capitaux et le privent de toute initiative. De plus, la liberté du consommateur est contrariée par la dépenses budgétaires de l'État visant à accroître les investissements publics pour augmenter la croissance économique. Cette nouvelle stratégie des entreprises est appelée par John K. Galbraith la "filière inversée".

## Évolution des prix
L'évolution des prix n'est pas l'inflation (l'augmentation du niveau général des prix), qui ne mesure le prix que par de la monnaie, alors que l'évolution des prix en général dépend du fonctionnement de l'économie, qui modifie le prix relatif des biens (i.e le prix d'un bien exprimé par d'autres biens). Cependant la mesure du prix de la monnaie ne peut être fait qu'indirectement, par mesure du prix d'un panier représentatif de biens : si le prix de ce panier augmente, c'est que la valeur (relative) de la monnaie diminue, et inversement.
Il existe différents indices de prix pour différentes classes de biens et pour différents usages :
- les prix à la consommation sont mesurés par l'Indice des prix à la consommation (IPC ou, en anglais, CPI) ;
- les prix à la production sont mesurés séparément, et correspondent aux Coûts de production ;
- l'indice du coût de la construction ou l'indice de référence des loyers mesurent l'évolution du prix du logement ;
- etc.

Pour un bien, on parle de « prix nominal » lorsque l'on fait référence au prix exprimé dans une monnaie donnée. On parle de « prix réel » lorsque l'on extrait du prix nominal la part due à l'évolution de la valeur de la monnaie, c'est-à-dire l'inflation.

## Contrôle des prix
Le contrôle des prix désigne les restrictions gouvernementales imposées sur les prix des denrées et services d'un marché. Les objectifs de tels contrôles sont, notamment, de maintenir accessible l'accès aux aliments de base, d'éviter les prix abusifs (en) et de ralentir l'inflation (ou inversement d'assurer un revenu minimum aux producteurs de certaines marchandises). Jusqu'aux débuts des années 1980, la majorité des pays en voie de développement (PVD) utilisaient le mécanisme des caisses de compensation concernant les produits de première nécessité : le gouvernement fixe le prix de vente au vendeur lequel prix est largement inférieur au prix du marché. La différence, prix du marché moins prix de vente, est versée via la caisse de compensation au vendeur. Cependant, ce mécanisme a disparu depuis, environ, une quarantaine d'années, à la suite des recommandations relatives à la rationalisation drastique des dépenses budgétaires imposées par les bailleurs de fonds internationaux.
Il existe deux formes principales de contrôle des prix : la taxation c'est-à-dire la fixation d'un prix plafond, le prix maximum qui peut être exigé, et à l'opposé la détermination d'un prix plancher, qui est le prix minimum qui peut être demandé.

## La distance définie par les prix
Les prix définissent une distance dans l'espace des commodités préservant la valeur des échanges.
Soit A et B, Alphonse et Brigitte, deux agents économiques qui possèdent chacun les vecteurs commodités a et b, par exemple {\displaystyle a=(1,1,3,0,10)} et {\displaystyle b=(0,1,4,1,100)} avec l'ordre (voiture,table,chaises,machine à laver,monnaie), et p le vecteur des prix, la distance comparant la richesse des deux agents est définie par
{\displaystyle d(A,B)=d(a,b)=|\sum _{i}p_{i}(a_{i}-b_{i})|}
Cette pseudo-distance définit une relation d'équivalence dans l'espace des commodités qui préserve les écarts de richesse lors d'un échange. Par exemple si d(A,B) est de 100 et A et B échangent une même valeur de commodités d(a',b')= 0, i.e. A donne a' à B et B donne b' à A, après l'échange d(A,B) est toujours égale à 100. Cette préservation de la valeur ne serait pas vérifiée si d était une autre distance.

## Bases de données de prix
Diverses bases de données de prix existent pour accroître la transparence des prix sur les marchés respectifs. Parmi les exemples, citons pricerating.org pour les prix des services B2B dans le secteur des TIC ou la Preistransparenzdatenbank en Autriche.

## Anecdote
Sur certains marchés, comme le marché de gros de l'électricité, certains prix sont dits négatifs, lorsque l'offre est supérieure à la demande.